# 岩沢厚治
岩沢 厚治（いわさわ こうじ、1976年〈昭和51年〉10月14日 - ）は、日本のシンガーソングライター。北川悠仁と組んだゆずのサブリーダー。愛称は、「厚ちゃん」「岩ちゃん」「チー坊」「お父さん」「こうじおじ」「麦芽王子」など。血液型O型。

## 人物
- 担当は、ボーカル、ギター、10ホールズハーモニカ、バンジョー、など。
- メディアや公式サイト、CDなどでは「岩沢」と表記されているが、正式には「岩澤」である。

### 学生時代
- メンバーの北川悠仁と同じ横浜市立岡村小学校に通っていた。
- ギターを握り始めたのは13歳の時（父からの誕生日プレゼント）。しかし、実際に弾き始めるのは2年後だった。
- 横浜市立岡村中学校で3年生のとき、北川と初めて同じクラスになる。
- 神奈川県立富岡高等学校（現・神奈川県立金沢総合高等学校）時代はラグビー部に所属。

### その他
- 使用ギターは主にMVやTV出演時、ライブ等で使用するヤマハ・FGシリーズのFG-Customや初めてのギターであるFG-730ST、レコーディングスタジオ等で使用するヤマハ・Lシリーズやマーティンなどがある。ハーモニカはTOMBOのMAJORBOYを使用。
- 学生時代から長渕剛の大ファン。
- ゆず結成前は、路上で一人で歌った。
- 横浜出身であることから、Jリーグは横浜F・マリノスのファンである。
- 実家で両親が接骨院と道場を営む。
- 2011年9月に12年交際した同世代の一般女性と結婚し、横浜市中区の赤レンガ倉庫にある飲食店で結婚披露パーティーを行った。
- 2019年10月現在、2001年 - 2004年、2006年 - 2015年、2017年と計15回ベストジーニストのトップ10にランクインしている。

## 音楽活動

### 提供楽曲
※岩沢厚治名義での楽曲のみ
| 発売日         | 曲名                   | アーティスト                         | 初収録作品                             | 備考                                                                                  |
| -------------- | ---------------------- | ------------------------------------ | -------------------------------------- | ------------------------------------------------------------------------------------- |
| 2000年9月20日  | ヒトヤスミ             | ネプチューン                         | アルバム「君とケツカッチン!」          | 作詞作曲、北川と共にコーラス                                                          |
| 2013年11月20日 | マナザシ               | シクラメン                           | シングル「マナザシ/ブチコメ!!」        | 作詞はシクラメン・川村結花、作曲はシクラメン・川村結花・soundbreakersとそれぞれ共作。 |
| 2016年4月13日  | 朝はりんごを食べなさい | 夏木マリ                             | ミニアルバム「朝はりんごを食べなさい」 | 作曲                                                                                  |
| 2022年3月25日  | 紅歌(こうか)           | 京都市立京都工学院高等学校ラグビー部 | 部歌であり、未音源化。                 | 作詞作曲                                                                              |

### 参加楽曲
| 発売日        | 曲名  | アーティスト | 初収録作品          | 備考                           |
| ------------- | ----- | ------------ | ------------------- | ------------------------------ |
| 2021年2月17日 | Today | Maica_n      | アルバム「replica」 | アコースティック・ギターで参加 |